# Station Nailsea and Backwell
Nailsea and Backwell is een spoorwegstation van National Rail in Backwell, North Somerset in Engeland. Het station is eigendom van Network Rail en wordt beheerd door Great Western Railway. 